# Deutsche Mannschaftsmeisterschaft im Brettspiel
Die Deutsche Mannschaftsmeisterschaft im Brettspiel (DMMIB) wird seit 1984 jährlich ausgetragen. 1984 bis 1987 wurde die Meisterschaft von Sven Kübler und dem Friedhelm Merz Verlag in der Volkshochschule in Essen im Rahmen der Essener Spieletage veranstaltet. 1988 beschloss der Friedhelm Merz Verlag eine Europäische Meisterschaft zu veranstalten, die von 1988 bis 1998 als Intergame durchgeführt wurde. 1988 und 1989 wurde die Intergame von Peter Janshoff vom Spielezentrum Herne durchgeführt; ab 1990 wurden wieder deutsche Meisterschaften durch Peter Janshoff auf dem Herner Spielewahnsinn in Herne durchgeführt. Konnten sich anfangs Mannschaften durch Rätselaufgaben qualifizieren, so werden seit 1991 Qualifikationsturniere in verschiedenen (anfangs 10, mittlerweile 18) deutschen Städten ausgetragen. Von 2001 bis 2019 gab es auch die Möglichkeit, sich über ein Onlineturnier bei der Brettspielwelt zur deutschen Meisterschaft zu qualifizieren. Seit 2018 veranstaltet Peter Janshoff die Deutsche Mannschaftsmeisterschaft im Brettspiel in Kooperation mit dem Jugendhaus „Alte Feuerwache“ in Bad Nauheim.

## Meisterschaften
An der Meisterschaft nehmen ausschließlich Teams bestehend aus vier Spielern und maximal zwei Ersatzspielern teil. Die Ersatzspieler kommen nur im Verhinderungsfall vor Turnierbeginn zum Einsatz, ein „Auswechseln“ während des laufenden Turniers ist nicht möglich. Der Modus sieht vor, dass jeweils eine Partie von vier vorher festgelegten Spielen von allen vier Teammitgliedern gespielt werden muss, so dass sich das Gesamtergebnis je Team aus 16 Einzelergebnissen zusammensetzt.
Die Plätze in den Spielen werden so verteilt, dass jeder Spieler je einmal auf jeder Position sitzt, also jeweils einmal Startspieler, 2., 3. und 4. Spieler ist und jedes Team spielt jedes Spiel einmal an jeder Position, außerdem spielt niemals jemand gegen einen anderen aus demselben Team. Die Punkte für das Turnier werden anhand der Platzierung in einem Spiel verteilt.
- 1. Platz = 5 Punkte
- 2. Platz = 3 Punkte
- 3. Platz = 2 Punkte
- 4. Platz = 1 Punkt

Bei Gleichstand werden die Punkte beider Plätze addiert und durch 2 geteilt. Gibt es z. B. einen eindeutigen ersten und einen eindeutigen vierten Platz, so bekommen die beiden anderen jeweils (3+2)/2 = 2,5 Punkte.
Die Erstplatzierten 3 bis 5 Teams der Deutschen Meisterschaft können dann auch an der European Championship Boardgames teilnehmen.

### Ergebnisse
| Jahr                 | Anzahl Teams | Sieger | Punkte | Ort | 2. Platz | Punkte | Ort | 3. Platz | Punkte | Ort |
| -------------------- | --- | --- | --- | --- | --- | --- | --- | --- | --- | --- |
| 1984                 | ? | Mäusepeitsche Darmstadt | ? | ? | ? | ? | ? | ? | ? | ? |
| 1985                 | 24 | Hiespielchen 2 | 81,5 | Dinslaken | ? | 79,5 | Heidelberg | ? | 78,5 | Solingen |
| 1986                 | 20 | Can’t Stop – Team | 54 | Frankfurt | Köln-Bonner-Team | 53 | Köln, Bonn | Dottendorfer Soccer | 52 | Bonn |
| 1987                 | 20 | Spuiratz´n | 58,5 | München | Des Schbill-Diehm | 53 | Nürnberg | Emslandske Speelfroende | 52 | Meppen |
| 1988                 | In diesen Jahren wurden keine Meisterschaften ausgetragen | In diesen Jahren wurden keine Meisterschaften ausgetragen | In diesen Jahren wurden keine Meisterschaften ausgetragen | In diesen Jahren wurden keine Meisterschaften ausgetragen | In diesen Jahren wurden keine Meisterschaften ausgetragen | In diesen Jahren wurden keine Meisterschaften ausgetragen | In diesen Jahren wurden keine Meisterschaften ausgetragen | In diesen Jahren wurden keine Meisterschaften ausgetragen | In diesen Jahren wurden keine Meisterschaften ausgetragen | In diesen Jahren wurden keine Meisterschaften ausgetragen |
| 1989                 | In diesen Jahren wurden keine Meisterschaften ausgetragen | In diesen Jahren wurden keine Meisterschaften ausgetragen | In diesen Jahren wurden keine Meisterschaften ausgetragen | In diesen Jahren wurden keine Meisterschaften ausgetragen | In diesen Jahren wurden keine Meisterschaften ausgetragen | In diesen Jahren wurden keine Meisterschaften ausgetragen | In diesen Jahren wurden keine Meisterschaften ausgetragen | In diesen Jahren wurden keine Meisterschaften ausgetragen | In diesen Jahren wurden keine Meisterschaften ausgetragen | In diesen Jahren wurden keine Meisterschaften ausgetragen |
| 1990                 | 24 | Spuiratz'n | 56,33 | München | Die Kopiersklaven | 56 | Karlsruhe | OFAL | 53,83 | Willich |
| 1991                 | 24 | Pöppel Crew | 54,33 | Düsseldorf | Stuttgarter Kronisten | 53,5 | Stuttgart | Küstennebel | 52 | Bremen |
| 1992                 | 28 | Die Legionäre | 59,5 | Köln | Die Maulwürfe | 56 | Lampertheim | Paradiesvögel | 53,5 | Petendorf |
| 1993                 | 28 | Die Legionäre | 57 | St. Augustin | Hiespielchen I | 55 | Dinslaken | Rauchende Würfel | 54 | Elchingen |
| 1994                 | 28 | Das kleine Arschloch und seine Freunde | 62 | Dortmund | Die Maulwürfe | 56 | Lampertheim | Emslandske Speelfroende | 53,5 | Meppen |
| 1995                 | 28 | 42 | 62 | Duisburg | Rauchende Würfel | 59 | Ulm-Ermingen | Emslandske Speelfroende | 58,5 | Meppen |
| 1996                 | 28 | Das kleine Arschloch und seine Freunde | 59,5 | Dortmund | Emslandske Speelfroende | 55 | Meppen | Rembrandt ??? | 54,5 | Duisburg |
| 1997                 | 28 | Spaceboyz | 56,5 | Friedberg | Emslandske Speelfroende | 54,5 | Meppen | Die anonymen Spieler | 54,5 | Kirchheim/Teck |
| 1998                 | 28 | Die Psychopaten | 60 | Aachen | Eastside Ruls Back Stree Toys Pöppelhoppers Bochum | 51 | Neuenkirchen Denkendorf Köln | aufgrund der 3 zweitplatzierten Mannschaften wurde der 3. Platz nicht vergeben.                                                                                        | | |
| 1999                 | 28 | Das kleine Arschloch und seine Freunde | 63 | Dortmund | Staying Cool | 51,5 | Duisburg | Die Tafelrunde | 51 | Nussloch |
| 2000                 | 32 | Die irren Attenpeter | 59,33 | Köln | Rembrandt ??? | 53,5 | Duisburg | Kölner Spiele-Klüngel | 53 | Bergheim |
| 2001                 | 32 | Wi suend all dor | 62,50 | Horneburg | Rembrandt ??? | 57,5 | Duisburg | Die Paten | 55,5 | Buxtehude |
| 2002                 | 32 | Eiswürfel | 58 | Krefeld | Spielende Hobbits | 55,5 | Paderborn | Foll Fon Forne Forststraße | 54 | Bremen |
| 2003                 | 32 | Horst und die Hampels | 58,5 | Köln | Eiswürfel | 57 | Krefeld | Spuiratz'n | 54 | München |
| 2004                 | 34 | Horst und die Hampels | 63 | Köln | Die Magier von Midgard | 57 | Berlin | Esch Treff | 57 | Hamburg |
| 2005                 | 34 | Esch Treff | 57,5 | Hamburg | The Spanish Inquisition | 56,5 | Wuppertal | Eiswürfel 1 | 55 | Krefeld |
| 2006                 | 36 | Esch Treff | 65,5 | Hamburg | Rauchende Würfel | 59,5 | Ulm | Eiswürfel 1 | 57 | Krefeld |
| 2007                 | 36 | Epsilon kleiner Null | 62 | Blaustein | Rauchende Würfel | 60 | Ulm | Wir wollen doch nur spielen | 57 | Duisburg |
| 2008                 | 36 | Horrido | 55 | Kiel | Wasserturm Abräumer | 54 | Mannheim | Berliner Brettspielbären | 54 | Berlin |
| 2009                 | 36 | Das Team mit dem Paukenschlag | 54 | St. Augustin | Rauchende Würfel | 54 | Ulm | Eiswürfel 1 | 53,5 | Krefeld |
| 2010                 | 36 | Rauchende Würfel | 60 | Ulm | Aachen Fantastics | 60 | Aachen | Die Münchener Vier | 57 | Germering |
| 2011                 | 36 | Aachen Fantastics | 44,5 | Aachen | Die Münchener Vier | 42 | München | Meister der Magie | 42 | Meerbusch |
| 2012                 | 36 | Brettspielteam Hamburg | 58 | Hamburg | Meister der Magie | 58 | Meerbusch | Takomania anta koma | 56 | Bochum |
| 2013                 | 36 | Schwarzer Donnerstag | 59 | Berlin | Rauchende Würfel | 59 | Ulm | Eiswürfel 1 | 58 | Krefeld |
| 2014                 | 36 | Das Team mit dem Paukenschlag | 61 | Bonn | InTeam | 61 | Münster | Die Nimmersatten | 57 | Fürth |
| 2015                 | 36 | InTeam | 58 | Münster | Das Team mit dem Paukenschlag | 58 | Bonn | Brettspielteam Hamburg 1 | 57 | Hamburg |
| 2016                 | 36 | InTeam | 66 | Münster | Die Outlawkumpels | 58 | Bindlach | Brettspielteam Hamburg 1 | 55,5 | Hamburg |
| 2017                 | 36 | Team Bogdan | 70 | Bonn | Die Brett-Vorleger | 60 | Salzgitter | Spuiratz'n Vier | 59,5 | München |
| 2018                 | 36 | Das Team mit dem Paukenschlag | 69 | Bonn | Offenburger Spielefreunde | 60 | Offenburg | Spuiratz'n Vier | 59 | München |
| 2019                 | 36 | Brettspielteam Hamburg 1 | 65,0 | Hamburg | Wer ist dran? | 63,5 | Dinslaken | Die Φsiker | 61,0 | Kaiserslautern |
| 2020 (gespielt 2022) | 29 | Ungerader Mittwoch | 68,5 | Leipzig | Das Team mit dem Paukenschlag | 61,0 | Bonn | Die Brett-Vorleger | 60,33 | Salzgitter |
| 2021                 | 24 | Das Team mit dem Paukenschlag | 61,0 | Bonn | Brettspielteam Hamburg | 58,0 | Hamburg | Ungerader Mittwoch | 55,0 | Leipzig |
| 2022                 | In diesem Jahr wurde auf Grund der Covid-19-Pandemie keine Meisterschaft ausgetragen. Stattdessen wurde die Finalrunde, die 2020 hätte stattfinden sollen, nachgeholt. | In diesem Jahr wurde auf Grund der Covid-19-Pandemie keine Meisterschaft ausgetragen. Stattdessen wurde die Finalrunde, die 2020 hätte stattfinden sollen, nachgeholt. | In diesem Jahr wurde auf Grund der Covid-19-Pandemie keine Meisterschaft ausgetragen. Stattdessen wurde die Finalrunde, die 2020 hätte stattfinden sollen, nachgeholt. | In diesem Jahr wurde auf Grund der Covid-19-Pandemie keine Meisterschaft ausgetragen. Stattdessen wurde die Finalrunde, die 2020 hätte stattfinden sollen, nachgeholt. | In diesem Jahr wurde auf Grund der Covid-19-Pandemie keine Meisterschaft ausgetragen. Stattdessen wurde die Finalrunde, die 2020 hätte stattfinden sollen, nachgeholt. | In diesem Jahr wurde auf Grund der Covid-19-Pandemie keine Meisterschaft ausgetragen. Stattdessen wurde die Finalrunde, die 2020 hätte stattfinden sollen, nachgeholt. | In diesem Jahr wurde auf Grund der Covid-19-Pandemie keine Meisterschaft ausgetragen. Stattdessen wurde die Finalrunde, die 2020 hätte stattfinden sollen, nachgeholt. | In diesem Jahr wurde auf Grund der Covid-19-Pandemie keine Meisterschaft ausgetragen. Stattdessen wurde die Finalrunde, die 2020 hätte stattfinden sollen, nachgeholt. | In diesem Jahr wurde auf Grund der Covid-19-Pandemie keine Meisterschaft ausgetragen. Stattdessen wurde die Finalrunde, die 2020 hätte stattfinden sollen, nachgeholt. | In diesem Jahr wurde auf Grund der Covid-19-Pandemie keine Meisterschaft ausgetragen. Stattdessen wurde die Finalrunde, die 2020 hätte stattfinden sollen, nachgeholt. |
| 2023                 | 37 | Das Team mit dem Paukenschlag | 63,0 | Bonn | Team Rauschebart | 58,0 | Koblenz | Ludo Ergo Sum | 57,0 | Nürnberg |
| 2024                 | 38 | Eiswürfel 1 | 68,0 | Krefeld | BSV Bindlach – Die Outlawkumpels | 60,0 | Bindlach | Offenburger Spielefreunde | 59,0 | Offenburg |
| 2025                 | 39 | FeSaJoTo | 67,0 | Falkensee | Spielkultur Frankfurt Team 3 | 63,0 | Frankfurt a.M. | Ludo Ergo Sum | 62,0 | Nürnberg |

### Spiele
Die Spiele für das Finalturnier werden vom Veranstalter bestimmt und gestellt, meistens handelt es sich dabei um Neuerscheinungen des laufenden Jahres.
| Jahr                 | 1. Spiel | 2. Spiel | 3. Spiel | 4. Spiel |
| -------------------- | --- | --- | --- | --- |
| 1984                 | Abilene | Dampfross | Dschungel | Quibbix |
| 1985                 | 1000 km | Abenteuer Tierwelt | Formel 1 | Wyatt Earp |
| 1986                 | Goldraub in London | In 80 Tagen um die Erde | Wabanti | Winkeladvokat |
| 1987                 | Der Fliegende Teppich | Die 1. Million | Die Bremer Stadtmusikanten | Maritim |
| 1988 (Intergame)     | Cluedo | Hase und Igel | Hotel-Haie (Acquire) | Indiscretion |
| 1989 (Intergame)     | Ave Caesar | Der Ausreißer | First past the post | Pole-Position |
| 1990                 | Adel verpflichtet | Café International | Goldrausch | Römer |
| 1991                 | Airlines | Amophoren | Drunter & Drüber | Shark |
| 1992                 | Der fliegende Holländer | Extrablatt | Pirat | Razzia |
| 1993                 | Acquire | Dampfross | Cash or Crash | Modern Art |
| 1994                 | Die Erbraffer | Die Osterinsel | Quinto | Wolkenstürmer |
| 1995                 | Die Siedler von Catan | Bakschisch | Hände weg | Die Maulwurf-Company |
| 1996                 | Entdecker | Hot Dog | Vegas | Yucata |
| 1997                 | Banque Fatale | Bohnanza | Showmanager | Zum Kuckuck |
| 1998                 | Basari | Elfenland | Durch die Wüste | Freibeuter |
| 1999                 | Die Händler | Rheinländer | Samurai | Tikal |
| 2000                 | Kardinal & König | Ohne Furcht und Adel | Robo Rally | Tadsch Mahal |
| 2001                 | Fabrik der Träume | Medina | Meridian | San Marco |
| 2002                 | Clippers | Dschunke | Trans America | Wildlife |
| 2003                 | Bohnhansa | Löwenherz | Moderne Zeiten | Paris Paris |
| 2004                 | Die versunkene Stadt | Indus | San Juan | Tongiaki |
| 2005                 | Amazonas | Australia | Der Turmbau zu Babel | Niagara |
| 2006                 | Caylus | Raubritter | Thurn und Taxis | Um Krone und Kragen |
| 2007                 | Euphrat & Tigris | Fangfrisch | Origo | Venedig |
| 2008                 | Horus | Metropolys | Stone Age | Toledo |
| 2009                 | Bombay | Bürger, Baumeister & Co. | Der Palast von Eschnapur | Eine Frage der Ähre |
| 2010                 | Fresko | Jäger und Sammler | Seeland | Vasco da Gama |
| 2011                 | Firenze | Pergamon | Blockers! | Airlines Europe |
| 2012                 | Santa Cruz | Village | Africana | Waka Waka |
| 2013                 | Augustus | Keyflower | Kniffel: Das Kartenspiel | Rialto |
| 2014                 | Helios | Istanbul | Lemminge | Norderwind |
| 2015                 | Auf den Spuren von Marco Polo | Cacao | Gaia | Evolution |
| 2016                 | Animals on Board | Quadropolis | Pi mal Pflaumen | Imhotep: Baumeister Ägyptens |
| 2017                 | Century: Die Gewürzstraße | Die Händler von Osaka | Frogriders | Railroad Revolution |
| 2018                 | Race to the New Found Land | Photosynthese | Pioneers | Santa Maria |
| 2019                 | Orbis | Die Tavernen im Tiefen Thal | Blackout Hong Kong | Hadara |
| 2020 (gespielt 2022) | Little Town | Marco Polo II – Im Auftrag des Khan | Carnival of Monsters | Man muss auch gönnen können |
| 2021                 | The Castles of Tuscany | Lions of Lydia | Monasterium | Explorers |
| 2022                 | In diesem Jahr wurde auf Grund der Covid-19-Pandemie keine Meisterschaft ausgetragen.Stattdessen wurde die Finalrunde, die 2020 hätte stattfinden sollen, nachgeholt. | In diesem Jahr wurde auf Grund der Covid-19-Pandemie keine Meisterschaft ausgetragen.Stattdessen wurde die Finalrunde, die 2020 hätte stattfinden sollen, nachgeholt. | In diesem Jahr wurde auf Grund der Covid-19-Pandemie keine Meisterschaft ausgetragen.Stattdessen wurde die Finalrunde, die 2020 hätte stattfinden sollen, nachgeholt. | In diesem Jahr wurde auf Grund der Covid-19-Pandemie keine Meisterschaft ausgetragen.Stattdessen wurde die Finalrunde, die 2020 hätte stattfinden sollen, nachgeholt. |
| 2023                 | Café del Gatto | Council of Shadows | East India Companies | Terra Nova |
| 2024                 | Come Together | Kuhfstein | Port Royal – Das Würfelspiel | Starship Captains |
| 2025                 | 3 Chapters | Die Blumenstraße | Funkenschlag: Outpost | Rajas of the Ganges: Cards & Karma |

## Qualifikation (Regionale Vorausscheidungen)
Bis 1990 konnten sich Mannschaften mit gelösten Rätselaufgaben qualifizieren. Seit 1991 finden Im Zeitraum von Ende Februar bis Ende März regionale Vorausscheidungs-Turniere (sog. „RegVor“) statt. Stand 2025 qualifizieren sich 36 Teams aus 19 Vorausscheidungs-Turnieren, je nach Teilnehmerzahl zwischen 1 und 3 Teams je Austragungsort. Außerdem sind die Mannschaften der Plätze 1 bis 3 der letztjährigen DM qualifiziert.
Die vier Spiele des Turniers stammen aus vier verschiedenen Kategorien (K1 bis K4). Gelegentlich bestimmt die Turnierleitung, dass von dem Spiel der Kategorie K3 (Kurzspiel oder glücksabhängiges Spiel) und selten auch K4 (falls gleichzeitig 'Kurzspiel' erneut zutrifft) mehrere Partien gespielt werden, deren Ergebnisse zu einem Gesamtergebnis für dieses Spiel zusammengefasst werden. Stand heute (2024) lauten die Kategorien:
- K1: Familienspiel
- K2: Strategiespiel
- K3: Kurzspiel oder glücksabhängiges Spiel
- K4: Kartenspiel (reines Formalkriterium, es kann sich seinerseits wieder um ein Familien-, Strategie- oder glücksabhängiges Spiel handeln)

Seit 2006 werden die Spiele der Vorentscheidungen durch eine Wahl im Internet bestimmt, wobei das Spielezentrum in Einzelfällen die endgültige Entscheidung fällt, wenn z. B. für ein gewähltes Spiel keine sinnvollen Turnierregeln festgelegt werden können, wie 2007 im Falle von Munchkin. Außerdem achtet der Veranstalter darauf, dass die vier Spiele von verschiedenen Verlagen kommen. Zuvor wurden die Spiele von den Veranstaltern und Teilnehmern der Regionalen Vorentscheidungen ausgewählt.
Zu den Regionalen Vorentscheidungen müssen die Teilnehmer die Spiele mitbringen.
2021 fanden die Vorentscheidungen wegen der COVID-19-Pandemie online in der Brettspielwelt statt.

### Spiele
| Jahr | 1. Spiel | 2. Spiel | 3. Spiel | 4. Spiel |
| ---- | --- | --- | --- | --- |
| 1991 | Die 1. Million | Hase und Igel | PaterNoster | Scrabble |
| 1992 | Cash | Holiday AG | Tutti Frutti (Hali Galli) | Das verrückte Labyrinth |
| 1993 | Adel verpflichtet | Airlines | Shark | Speed Circuit |
| 1994 | Der Ausreißer | Bazaar | Hase und Igel | Um Reifenbreite |
| 1995 | Acquire | Modern Art | Sticheln | Vernissage |
| 1996 | 6 nimmt! | Dampfross | Knock Out | Manhattan |
| 1997 | Hase und Igel | Die Siedler von Catan | Hattrick | El Grande |
| 1998 | Linie 1 | Marra Cash | Reibach & Co | Top Race |
| 1999 | Bohnanza | Löwenherz | Die Siedler von Catan | Showmanager |
| 2000 | Durch die Wüste | Tycoon | Union Pacific | Verräter |
| 2001 | Die Händler | Giganten | Rheinländer | Torres |
| 2002 | Meuterer | Die Fürsten von Florenz | Kardinal & König | Carcassonne |
| 2003 | Emerald | Medina | Puerto Rico | Sticheln |
| 2004 | Café International | Metro | Schrille Stille | Tichu |
| 2005 | Alles im Eimer | Cartagena | Funkenschlag | Ohne Furcht und Adel |
| 2006 | Einfach Genial | Heckmeck am Bratwurmeck | San Juan | Sankt Petersburg |
| 2007 | Bohnanza | Finstere Flure | Der Palast von Alhambra | Puerto Rico |
| 2008 | Can’t Stop | Caylus | Thurn und Taxis | Wizard |
| 2009 | Die Säulen der Erde | Kingsburg | San Juan | Wikinger |
| 2010 | Stone Age | Agricola | Dominion | Heckmeck am Bratwurmeck |
| 2011 | Thurn und Taxis | Funkenschlag | Im Wandel der Zeiten (Würfelspiel) | Race for the Galaxy |
| 2012 | 7 Wonders | Airlines Europe | El Grande | Kingsburg |
| 2013 | Die Burgen von Burgund | King of Tokyo | Stone Age | Wizard |
| 2014 | Im Wandel der Zeiten (Würfelspiel) | Kingdom Builder | Race for the Galaxy | Village |
| 2015 | 7 Wonders | Russian Railroads | Las Vegas | Zug um Zug |
| 2016 | Die Burgen von Burgund | Nations - The Dice Game | Istanbul | Dominion |
| 2017 | Auf den Spuren von Marco Polo | Kingdom Builder | Port Royal | Qwixx |
| 2018 | Isle of Skye | Orléans | Einfach Genial | First Class |
| 2019 | Azul | Russian Railroads | Machi Koro | Mystic Vale |
| 2020 | Der Palast von Alhambra | Auf den Spuren von Marco Polo | Ganz schön clever | 6 nimmt! |
| 2021 | Hadara | Puerto Rico | Doppelt so clever | Skull King |
| 2022 | In diesem Jahr wurde auf Grund der Covid-19-Pandemie keine regionale Vorausscheidung ausgetragen. Die bereits im Herbst 2021 von Spielerinnen und Spielern per Abstimmung ausgewählten Spieletitel für 2022 wurden stattdessen als Turnierspiele für das Folgejahr festgelegt. | In diesem Jahr wurde auf Grund der Covid-19-Pandemie keine regionale Vorausscheidung ausgetragen. Die bereits im Herbst 2021 von Spielerinnen und Spielern per Abstimmung ausgewählten Spieletitel für 2022 wurden stattdessen als Turnierspiele für das Folgejahr festgelegt. | In diesem Jahr wurde auf Grund der Covid-19-Pandemie keine regionale Vorausscheidung ausgetragen. Die bereits im Herbst 2021 von Spielerinnen und Spielern per Abstimmung ausgewählten Spieletitel für 2022 wurden stattdessen als Turnierspiele für das Folgejahr festgelegt. | In diesem Jahr wurde auf Grund der Covid-19-Pandemie keine regionale Vorausscheidung ausgetragen. Die bereits im Herbst 2021 von Spielerinnen und Spielern per Abstimmung ausgewählten Spieletitel für 2022 wurden stattdessen als Turnierspiele für das Folgejahr festgelegt. |
| 2023 | Flügelschlag | Die Tavernen im Tiefen Thal | Splendor | Port Royal |
| 2024 | Cascadia | Die verlorenen Ruinen von Arnak | Next Station: London | Carnival of Monsters |
| 2025 | Istanbul | Terra Nova | Ganz schön clever | Mischwald + Alpin-Erweiterung |